# (6273) Kiruna
(6273) Kiruna (1992 ER31) – planetoida z pasa głównego asteroid okrążająca Słońce w ciągu 3,91 lat w średniej odległości 2,48 j.a. Odkryta 1 marca 1992 roku.